# NK Slavija Vevče
El NK Slavija Vevče fue un equipo de fútbol de Eslovenia que jugó en la Prva SNL, la primera división de fútbol en el país.

## Historia
Fue fundado en el año 1921 en la capital Liubliana y pasaron sus primeros años en las divisiones regionales hasta finalizar la Segunda Guerra Mundial cuando llegaron a participar en la Liga de la República de Eslovenia, aunque nunca llegaron a jugar a nivel nacional en Yugoslavia.
En la temporada 1994/95 juega por primera vez en la Prva SNL, la primera división de Eslovenia como reemplazo del NK Svoboda, pero descendieron ese mismo año al perder la serie de playoff.
Dos años después es campeón de la 2. SNL obteniendo el ascenso a la Prva SNL nuevamente, temporada en la que se fusionaron con el ND Slovan y se mudan a la ciudad de Kodeljevo para dar origen al ND Slovan-Slavija, donde descendieron nuevamente tras una temporada.
En la siguiente temporada descienden de la 2. SNL, separando la fusión y posteriormente el club desaparece.

## Palmarés
- 2. SNL: 1

1996/97